# White Earth (Minnesota)
White Earth è un census-designated place (CDP) degli Stati Uniti d'America, situato nello stato del Minnesota, nella contea di Becker.